# Lophospingus pusillus
El soldadito común (en Argentina) (Lophospingus pusillus), también conocido como afrechero copetón negro (en Paraguay), cadete o soldadito (en Uruguay), es una especie de ave paseriforme de la familia Thraupidae, una de las dos pertenecientes al género Lophospingus. Es nativo del centro oeste de América del Sur.

## Distribución y hábitat
Se distribuye desde el sureste de Bolivia (sur de Santa Cruz), hacia el sur por el este de Paraguay, hasta el centro oeste de Argentina (oeste de Córdoba, norte de San Luis). Fue aparentemente introducida en Uruguay.
Esta especie es considerada poco común y local en sus hábitats naturales: los matorrales y bosques caducifolios chaqueños, principalmente por debajo de los 1000 m de altitud.

## Sistemática

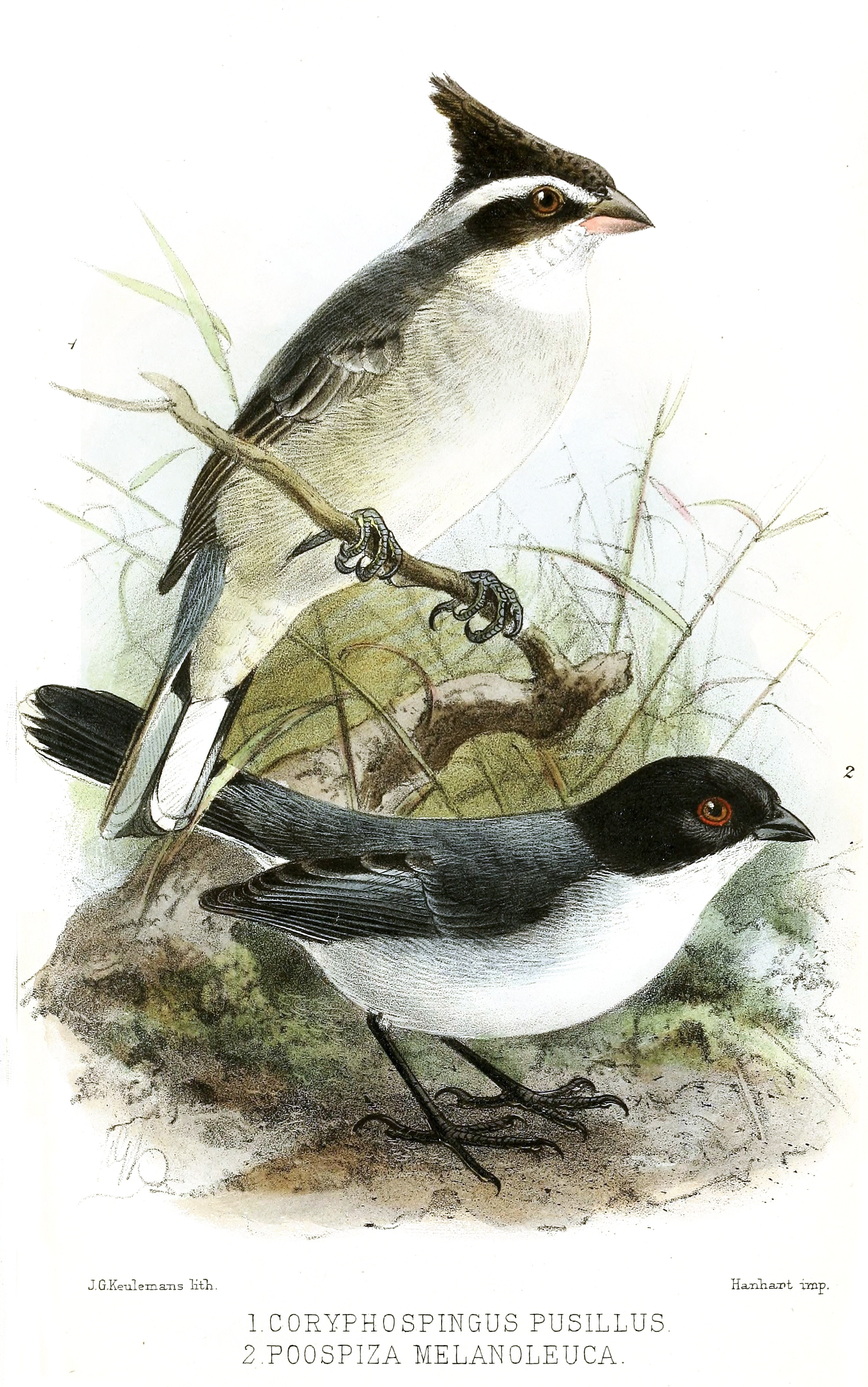
Coryphospingus pusillus (arriba) y Poospiza melanoleuca (abajo); ilustración de Keulemans en The Ibis, 1880.

### Descripción original
La especie L. pusillus fue descrita por primera vez por el ornitólogo germano – argentino Carlos Germán Burmeister en 1860 bajo el nombre científico Gubernatrix pusilla; su localidad tipo es: «Tucumán, Argentina».

### Etimología
El nombre genérico masculino Lophospingus se compone de las palabras del griego «lophos»: que significa cresta y «σπιγγος, σπιζα spingos, spiza» que es el nombre común del pinzón vulgar; y el nombre de la especie «pusillus» del latín que significa «muy pequeño».

### Taxonomía
Es monotípica. Los datos presentados por los amplios estudios filogenéticos recientes comprueban que la presente especie es hermana de  Lophospingus griseocristatus y que el par formado por ambas es pariente próximo de un clado integrado por Neothraupis fasciata, Gubernatrix cristata y Diuca diuca.